# 보광초등학교 백마분교
보광초등학교 백마분교는 대한민국 충청북도 괴산군 사리면 사리로 517 (중흥리)에 있었던 공립 초등학교이다.

## 연혁
- 1959년 8월 10일 보광국민학교 백마분교 인가
- 1965년 8월 1일 백마국민학교 인가
- 1985년 3월 12일 병설유치원 개원
- 1996년 3월 1일 백마초등학교 개칭
- 1999년 3월 1일 보광초등학교로 편입
- 2001년 3월 1일 폐교